# Siaka Tiéné
Siaka Tiéné (* 22. Februar 1982 in Abidjan) ist ein ehemaliger ivorischer Fußballnationalspieler.

## Karriere
Nachdem er seine Karriere in der Elfenbeinküste gestartet hatte, wechselte der Mittelfeldspieler nach Südafrika zu Mamelodi Sundowns. Noch im gleichen Jahr spielte er ab September für den französischen Erstligisten AS Saint-Étienne, bei dem er in der Saison 2005/06 fünfmal in der Ligue 1 eingesetzt wurde. Tiéné bestritt bereits sechs Länderspiele für die Ivorische Fußballnationalmannschaft. Ende Oktober 2006 wurde Tiéné bis Saisonende an den Zweitligisten Stade Reims ausgeliehen. Von 2008 bis August 2010 spielte Tiéné für den FC Valenciennes in der Ligue 1, ehe er zum französischen Spitzenklub Paris Saint-Germain wechselte.
Sein 100. und letztes Länderspiel bestritt er am 13. Juni 2015.